# Route départementale 445 (Essonne)
Pour les articles homonymes, voir Route départementale 445.
La route départementale 445 est une route départementale située dans le département français de l’Essonne et dont l’importance est aujourd’hui restreinte à la circulation routière locale. Elle constitue le trajet essonnien de l’ancienne route nationale 445 déclassée en 2006, qui reliait l’ancienne route nationale 7 à la route nationale 104.

## Histoire
L’ancienne route nationale 445 a été déclassée et transférée au département en 2006.

## Itinéraire
L’ancienne route nationale 445 dans l’Essonne, ouverte en 1972 reliait la route nationale 7 à la Route nationale 104 par le grand ensemble de La Grande Borne.
- Viry-Châtillon, la RD 445 démarre son tracé à l’intersection avec l’ancienne route nationale 7, face à la gare de Viry-Châtillon du RER D, sous l’appellation Rue Francœur, elle passe sur la rive du lac de Viry-Châtillon et à son entrée dans le centre-ville devient l’Avenue Marmont pour entamer la montée du coteau. Arrivée sur le plateau, un important carrefour giratoire nommé Rond-point Amédée Gordini dessert l’échangeur autoroutier permettant l’accès à l’autoroute A6. Un pont routier enjambe l’autoroute et la RD prend l’appellation de Route de Fleury vers le sud et Avenue Victor Schœlcher vers le nord, elle fait alors office de rocade ouest pour le quartier d’habitat social de La Grande Borne. Les deux voies se rejoignent sous l’unique appellation d’Avenue Victor Schœlcher jusqu’à l’intersection avec la route départementale 310 matérialisée par un carrefour giratoire.
- Fleury-Mérogis, la route à deux fois deux voies entre par le nord avec la dénomination Avenue du docteur Fichez et passe à proximité de la maison d'arrêt de Fleury-Mérogis. Elle rencontre par un carrefour giratoire la route départementale 296 et poursuit son tracé jusqu’à son extrémité sud à l’intersection avec la Route nationale 104 (la Francilienne) et la route départementale 19 qui assure sa continuité.

## Pour approfondir